# Jesper Mørkøv
Jesper Mørkøv Christensen, född den 11 mars 1988 i Kokkedal, är en dansk före detta tävlingscyklist, framför allt på bana. Han är bror till Michael Mørkøv. Hans främsta meriter är guld (2014) och silver (2012) vid europamästerskapen i derny och seger i Köpenhamns sexdagars 2016 (med Alex Rasmussen). Därtill har han två danska mästerskapstitlar i scratch och två i poänglopp.